# South Woodstock (Vermont)
South Woodstock es un lugar designado por el censo ubicado en el condado de Windsor en el estado estadounidense de Vermont. En el Censo de 2020 tenía una población de 109 habitantes y una densidad poblacional de 45,61 habitantes por km². Fue incluido como CDP en el censo de 2020.

## Geografía
South Woodstock se encuentra ubicado en las coordenadas 43°33′56″N 72°31′56″O / 43.56556, -72.53222. Según la Oficina del Censo de los Estados Unidos,  tiene una superficie total de 2,39 km², de la cual 2,38 km² corresponden a tierra firme y 0,01 km² a agua.